# Distrito electoral de Petersburg North n.º 14
Petersburg North No. 14 (en inglés: Petersburg North No. 14 Precinct) es un distrito electoral ubicado en el condado de Menard en el estado estadounidense de Illinois. En el Censo de 2010 tenía una población de 1249 habitantes y una densidad poblacional de 55,69 personas por km².

## Geografía
Petersburg North No. 14 se encuentra ubicado en las coordenadas 40°1′35″N 89°52′2″O / 40.02639, -89.86722. Según la Oficina del Censo de los Estados Unidos, Petersburg North No. 14 tiene una superficie total de 22.43 km², de la cual 22.37 km² corresponden a tierra firme y (0.24%) 0.05 km² es agua.

## Demografía
Según el censo de 2010, había 1249 personas residiendo en Petersburg North No. 14. La densidad de población era de 55,69 hab./km². De los 1249 habitantes, Petersburg North No. 14 estaba compuesto por el 96.88% blancos, el 0.96% eran afroamericanos, el 0.08% eran amerindios, el 0.24% eran asiáticos, el 0% eran isleños del Pacífico, el 0.24% eran de otras razas y el 1.6% pertenecían a dos o más razas. Del total de la población el 0.48% eran hispanos o latinos de cualquier raza.